# Metro van Hamburg
De metro van Hamburg, in het Duits U-Bahn genoemd, bestaat sinds 1912 en omvat een 106 kilometer lang spoornet, bestaande uit vier lijnen (U1, U2, U3 en U4). In 2010 werden er ongeveer 205,9 miljoen passagiers vervoerd, in 2017 was dit gestegen tot 245,5 miljoen. Dit metrosysteem wordt uitgebaat door de Hamburger Hochbahn AG.
Hamburg Hauptbahnhof is het belangrijkste knooppunt van het metronet, waar tussen de vier lijnen kan worden overgestapt, en ook het drukste metrostation in Hamburg.

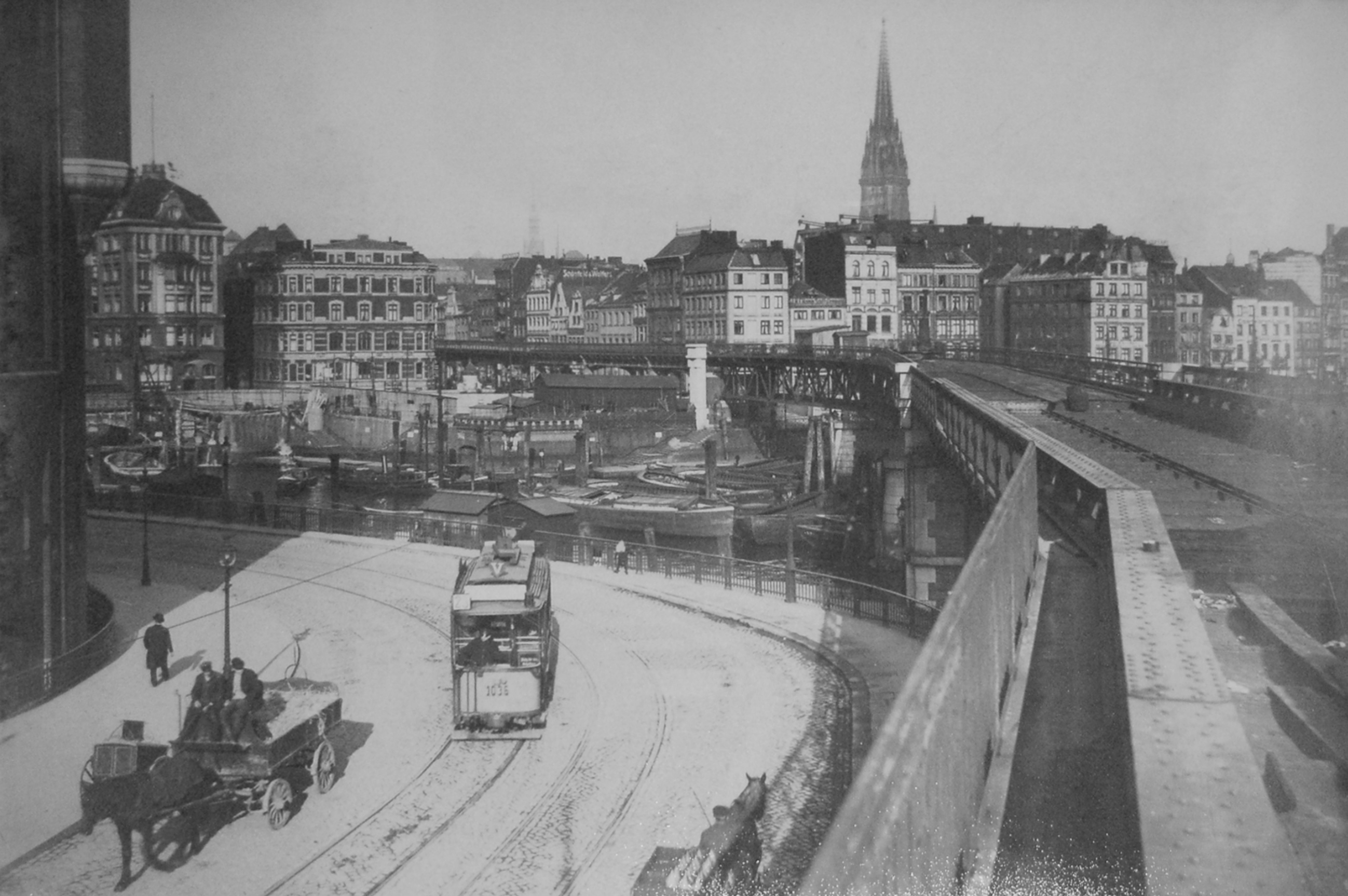
Het viaduct tussen Baumwall en Rödingsmarkt in april 1912: de sporen waren op dat moment nog niet gelegd.

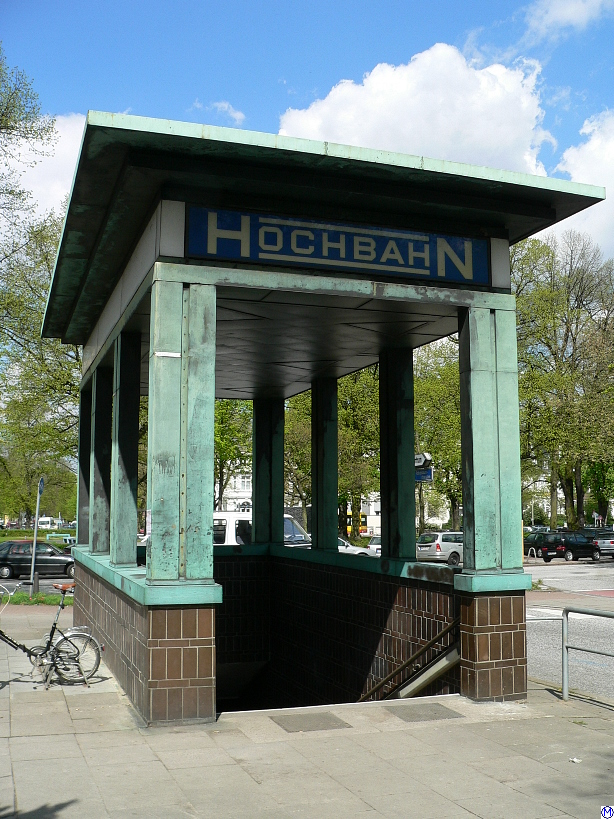
Historische inscriptie "hochbahn" aan de ingang van station Klosterstern.

## Geschiedenis
De geschiedenis van de Metro van Hamburg wordt onderverdeeld in de volgende delen:
- vanaf 1890: planning en bouw van de eerste routes.
- 1912: ingebruikname van de eerste lijn.
- 1955: metro en bus vervangen de afgeschafte tramlijnen.
- vanaf 1975: verdere uitbreidingen van het netwerk.

### Planning en eerste bouwfase
Zoals in vele andere Europese steden steeg het bevolkingsaantal van Hamburg sterk. In de periode 1880-1900 vermenigvuldigde het bevolkingaantal zich drie keer. Vooral in de meer naar buiten gerichte delen zoals Harvestehude, Eimsbuettel en Winterhude steeg de bevolking gestaag. Door de aansluiting van Hamburg met het Duitse Rijk, de in 1888 gebouwde haven Freiport en de resulterende wijk Speicherstadt werden er veel banen gecreëerd in de Hanzestad. Ook het bevolkingsaantal in het gebied rond de centrale begraafplaats Ohlsdorf steeg sterk. De in 1866 opgerichte paardentram was voor de meeste passagiers ongeschikt omdat het volgens sommigen erg duur was en de meesten vonden het ook maar traag. Zo ontstond het idee om het probleem op te lossen met een elektrische Trein. Een web van zo'n lijnen moest de verschillende delen van de stad beter en betaalbaarder bereikbaarder maken.
Een van de eerste voorstellen die werden ingediend, was dat van de hoofdingenieur van Hamburger Baudeputation: Franz Andreas Meyer. Het omvatte de bouw van een stoom-aangedreven spoorweg, op een ring vanaf het station Sternschanze, langs Eppendorf, Barmbek en Hasselbrook. De dubbel-spoor spoorlijn ging bijna uitsluitend passagiers vervoeren. Twaalf stations werden in het plan opgenomen: Steintor, Berliner Tor, Wandsbecker Chaussee, Barmbeck, Oderfelderstraße, Schlump en Sternschanze. In de Hamburgse Gemeenteraad werd het plan lauw ontvangen en afgekeurd. Een ander voorstel kwam van de Koninklijke Pruisische Staatsspoorwegen, hun voorstel bestond uit enkele sneltramlijnen. Zo werden er nog voorstellen gedaan van Siemens & Halske, Eugen Langen en AEG. Maar in 1906 keurde de Gemeenteraad van Hamburg een plan goed wat één metrolijn voorzag. Het eerste stuk werd voltooid op 7 oktober, niet veel maanden later na de goedkeuring van het plan. Toch reden er nog geen metrotreinen op het traject. Dit werd gevolgd door de oprichting van de Hamburger Hochbahn Aktiengesellschaft (HHA). In 1912 opende het eerste traject van het station Hamburg Hauptbahnhof in een cirkel via het station Rathaus terug naar Hamburg Hauptbahnhof (de huidige U3). Zo werd Hamburg de derde stad in Duitsland die over een metrosysteem beschikte, na Berlijn in 1902 en Schöneberg in 1910 (toen nog een onafhankelijke gemeente, nu deel van Groot-Berlijn).

### Ingebruikname en uitbreidingen van het eerste tracé
Op 15 februari 1912 was de eerste lijn klaar (de huidige U3). Met de opening werden er enkele mensen van de hogere groepen van Hamburg uitgenodigd voor een eerste rit op de nieuwe metrolijn. Dit gebeuren begon om 12 uur op de twee perrons van het station Rathaus. Vandaar reden twee treinen parallel tot het station Barmbeck, waarna een rondleiding in de nabije fabriek mogelijk was. Toen de feestelijkheden rond de opening gedaan waren, mocht iedereen twee weken lang gratis van de metro op het 7 kilometer lange traject gebruikmaken. Voor de exploitatie werden er 80 metrowagons beschikbaar gemaakt. Vanaf dan beleefde de metrobouw een ware hausse: precies 12 weken later was al een tweede, nieuwe stuk van de lijn klaar zodat er 4 nieuwe stations in gebruik genomen werden: Flurstraße, Borgweg en Sierichstraße. Weer twee weken later werd er terug een nieuw traject gerealiseerd tussen de stations Kellinghusenstraße - Millerntorplatz met zes nieuwe stations. De lengte van het gehele tracé was op dat moment ¾ tegenover de toekomstige ring. Het laatste tracé dat voor het volmaken van de ring werd gerealiseerd was het traject tussen de stations Millerntor – Rathausmarkt, dat geopend werd op 28 juni 1912.

#### Aftakking van de ring naar Eimsbuettel
Al in de eerste plannen voor de metro stond een lijn naar het dichtbevolkte maar slecht bereikbare Eimsbuettel. Dit deel van Hamburg, gelegen ten noorden van de (toenmalige) Pruisische grens. Ook Siemens & Halske en AEG hadden al plannen gemaakt voor een aftakking van de ring. Pas nadat het parlement van Hamburg specifiek ingegaan was op de bouw van het tracé op hun kosten, kon het plan gerealiseerd worden. Het traject was op 23 mei 1914 klaar.

#### Aftakking naar Rothenburgsort
Voor de dichtbevolkte wijk Rothenburgsort waren er al vroeg plannen voor een aansluiting op een spoorlijn. De hoofdingenieur Franz-Andreas Meyer had gedacht aan een lokale ringlijn die bereden zou worden met stoomtreinen. Maar dit project werd niet uitgevoerd vanwege er onder andere geen verbinding met de binnenstad was.
Siemens & Halske en AEG hun metroplan werd door het Parlement Van Hamburg goedgekeurd. De bouw van het tracé tussen het Hauptbahnhof en Rothenburgsort begon in 1909. Waar de metrolijn begint gaat het traject lichtjes omhoog aan het Hauptbahnhof. Achter de Besenbinderhof gaat de lijn over de hellingen van de Norderstraße, verlaat het traject de tunnel om meteen op een viaduct te komen. Daarna loopt de lijn op een 49,5 meter lange brug. Door deze ongewoon lange brug was het mogelijk om ruimte over te houden voor eventuele uitbreidingen van het spoor, hier de belangrijkste verbinding naar Lübeck. Achter deze brug kruist de route de Nagelsweg en de Spaldingstraße waar een identiek hoog station werd gebouwd. De lijn gaat verder naar Bergedorf om vervolgens het nieuwe eindpunt Rothenburgsort te bereiken.
Alle stations van de 3,23 kilometer lange aftakking boven de grond werden uitgerust met zij-platforms die om hun beurt beschermd werden met een zadeldak. De stations zijn vergelijkbaar met de eerder gebouwde stations Baumwall en Rödingsmarkt.

#### Een metrolijn naar Ohlsdorf
Door de centrale begraafplaats in Ohlsdorf ontwikkelde de wijk zich snel omdat er veel Hamburgers in het weekend onder andere de begraafplaats bezochten. Om de paardentram naar Ohlsdorf te ontlasten stelden Siemens & Halske en AEG een nieuw stuk metrolijn voor. Het zou een aftakking van de ringlijn (de huidige U3) worden. In 1913 begon de bouw van het nieuwe traject de huidige U1. De Eerste Wereldoorlog bracht echter vertraging en het traject werd pas een jaar later voltooid. In 1920 volgde het traject naar Volksdorf, in 1921 naar Grosshansdorf, dat tussen Buchenkamp en Grosshansdorf ook thans nog enkelsporig is met wisselplaatsen op enkele tussen gelegen stations en in 1925 werd er een aftakking naar naar Ohlstedt geopend. Buiten de spitsuren wordt op beide takken slechts om de 20 minuten gereden.

### Tweede bouwfase enTweede Wereldoorlog

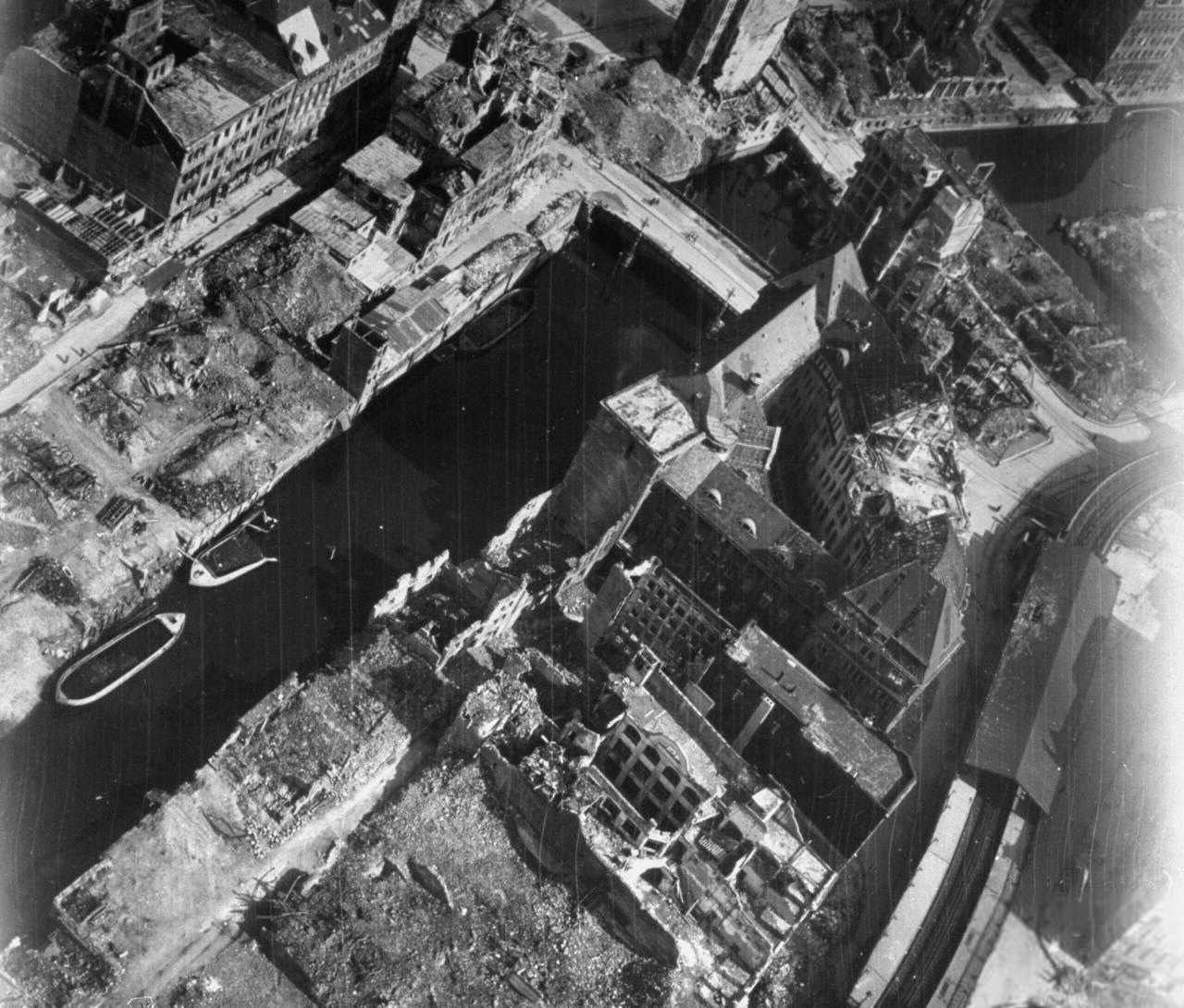
Station Rodingsmarkt na een bombardement in 1945

Nadat de huidige U3 voltooid werd verklaard, bestonden er plannen voor een nieuwe lijn naar Langerhorn, dat gebrekkig ontsloten was. Volgens het plan zou de lijn daarbij ook de gemeenten Ochsenzolle, Eppendorf en Fuhlsbüttel met het centrum verbinden. Op 25 mei 1925 was het tracé klaar. Dit tracé werd de Langerhorn Bahn genoemd. Tegelijkertijd werden alle perrons in de stations verlengd van 20 meter naar 90 meter zodat ze geschikt waren voor zesdelige rijtuigen. Ook moest er een nieuwe herstelplaats gebouwd worden: de huidige werkplaats Saarlandstraße (voorheen Stadtpark). Enkele jaren later werd de Langerhorner Bahn richting het centrum doorgetrokken.

### Gevolgen van deTweede Wereldoorlogop het metronet
Na de machtsovername van de nationaalsocialisten en het uitbreken van de Tweede Wereldoorlog, werd Hamburg door de Geallieerden verschillende keren gebombardeerd. Dit had ook grote gevolgen voor de Hamburgse metro. Een bombardement in 1943 had daarbij de grootste impact. Verschillende bovengrondse trajecten werden ernstig beschadigd en enkele voltreffers verwoestten ook de stations: Schlump, Mundsburg en Wagner Straße (vandaag Hamburger Straße). Ook de werkplaats Stadtpark werd volledig verwoest. Op bepaalde momenten konden er maar enkele pendeldiensten uitrijden. In de periode dat de Britten de stad probeerden in te nemen (tot het einde van de oorlog) werd de situatie alleen maar erger. In deze periode werden de stations Rödingsmarkt en Landungsbrücken, de trajecten aan de haltes Tunnelanlagen, Dammtorbahnhof en Heiligengeistfeld, in de Osterstraße en in Innenstadt ernstig beschadigd. Op 5 mei 1945, 2 dagen nadat Hamburg door de Britten was bezet, werd de metro weer in gebruik genomen voor zover dat mogelijk was. Het duurde tot in 1950 de oorlogsschade zodanig hersteld was dat alle trajecten weer in bedrijf waren. Alleen het volledig verwoeste viaduct tussen het Hauptbahnhof en Rothenburgsort werd niet opnieuw opgebouwd.

### Na de Tweede Wereldoorlog
Pas in 1960 werd de eerste naoorlogse uitbreiding van het metronet gerealiseerd naar Wandsbek-Gartenstadt. Het metronet had toen een lengte van 67,9 km. In de jaren daarna volgden in samenhang met de geleidelijke opheffing van het tramnet uitbreidingen naar onder meer Billstedt en Niendorf, waarbij het station Lutterothstrasse werd gesloten en vervangen door station Tierpark Hagenbeck.
In de jaren negentig volgden nog enkele verlengingen zoals de U2 naar Mümmelmannsberg en de U1 naar Norderstedt-Mitte waar op hetzelfde perron aansluiting mogelijk is met een lokaaltrein.
Het duurde tot 2012 tot er een nieuwe lijn werd gebouwd: de U4 van station Jungfernstieg naar Hafencity Universiteit. Voor de exploitatie werd de U4 verlengd van Jungfernstieg tot Billstedt over het traject van de U2.
Op 13 oktober 2022 werden de werkzaamheden gestart voor de bouw van de eerste sectie van de nieuwe U5 metrolijn. Op deze metrolijn zullen treinen zonder bestuurder rijden. De lijn zal 23 stations gaan hebben.

## Metrostations

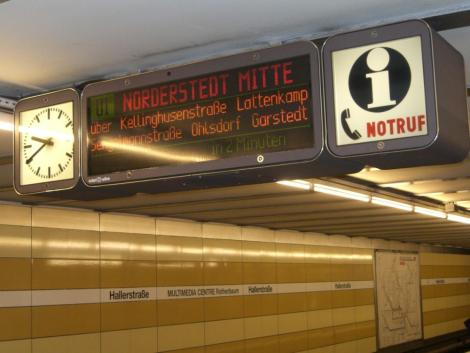
Treinaanwijzer in station Hallerstraße

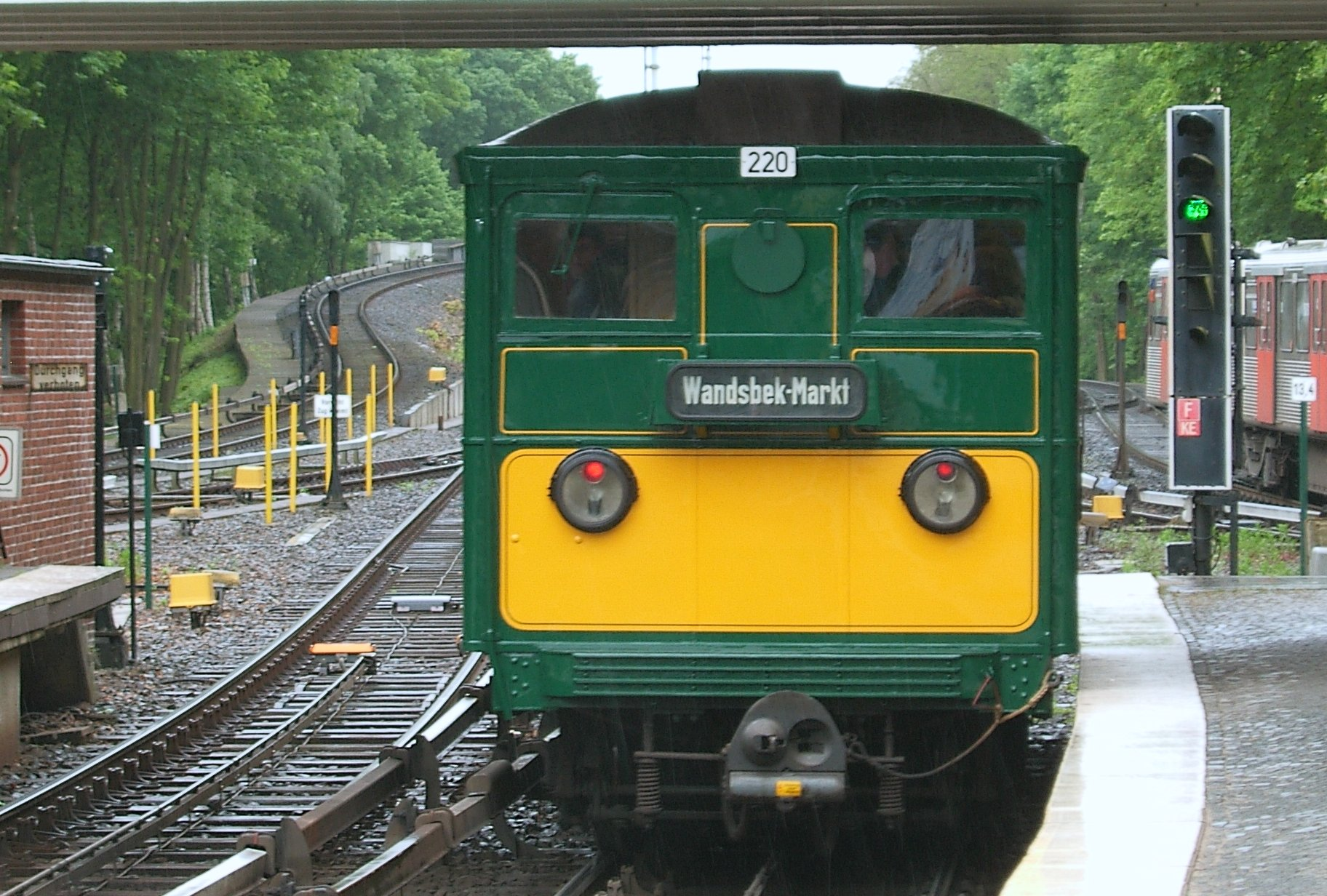
Museumtrein op station Kellinghusen

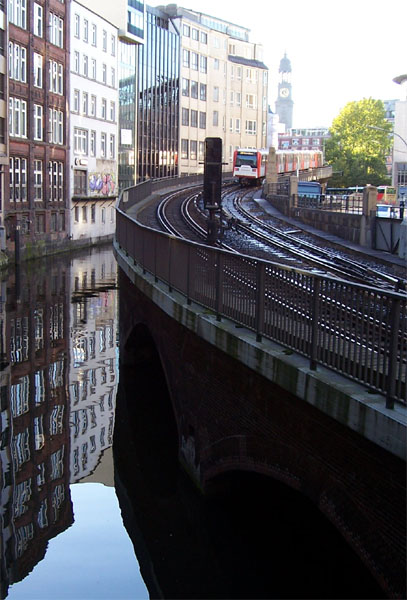
Metrotrein komende van station Rödingsmarkt

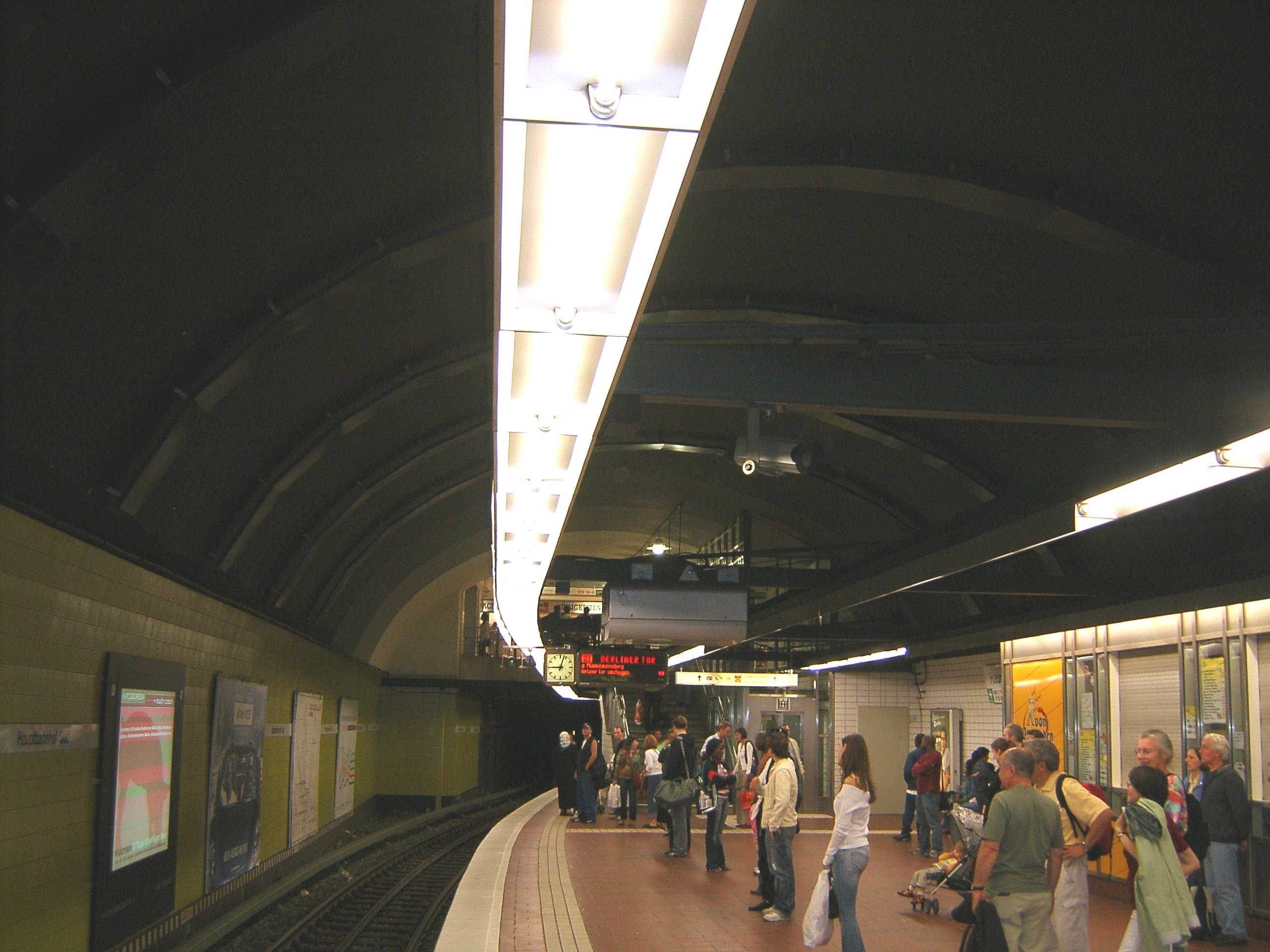
Station Hauptbahnhof Süd

In Hamburg zijn er 92 metrostations, waarvan 41 boven de grond of in een ingraving, 6 op een viaduct en 45 volledig ondergronds. Op acht stations is er een overstap mogelijk tussen de verschillende metrolijnen of de S-Bahn. Op sommige stations is er een aansluiting op de twee.

##### Toegankelijkheid van de metrostations
Van de 92 stations die het volledige metronetwerk telt, zijn er 49 toegankelijk voor passagiers met een beperkte mobiliteit, zoals rolstoelgebruikers of mensen met kinderwagens. De Hamburger Hochbahn AG streeft ernaar om in 2020 enkel toegankelijke stations in bezit te hebben.

##### Belangrijkste overstapstations
- Hamburg Hauptbahnhof, bestaande uit Hauptbahnhof Nord en Hauptbahnhof Sud -       - Overstap op alle metrolijnen en 6 lijnen van de S-Bahn. Ook is er een overstap op regionale en internationale treinen mogelijk.
- Berliner Tor -     - Overstap op 3 metrolijnen en 5 lijnen van de S-Bahn.
- Jungfernstieg -      - Overstap op 4 metrolijnen en 3 S-Bahnlijnen.

## Niet gebruikte lijnen of stations

### Routes
- Rothenburgsort: de enige volledige route die niet gebruikt wordt. Deze verhoogde spoorlijn (Hochbahn) is buiten gebruik wegens luchtaanvallen in de Tweede Wereldoorlog. De aanval vernietigde ook de omliggende Hammerbrook. De overblijfselen werden gesloopt na de oorlog.
- Grosshansdorf - Beimoor: nooit ingebruik genomen en weer opgebroken omdat de voorziene wijk met bijbehorende voorzieningen niet werd gerealiseerd.

### Stations
- Station Hellkamp: gesloten in 1964 wanneer de U2 werd uitgebreid richting het Tierpark.
- Berliner Tor (oud gedeelte: dit station werd ook gesloten in 1964 en vervangen door een nieuw vierspoors station. Dat station draagt dezelfde naam.
- Station Beimoor: nooit in gebruik genomen.

## Netwerk
De Metro van Hamburg bestaat sinds 2012 uit 4 lijnen die samen 106,37 kilometer lang zijn.

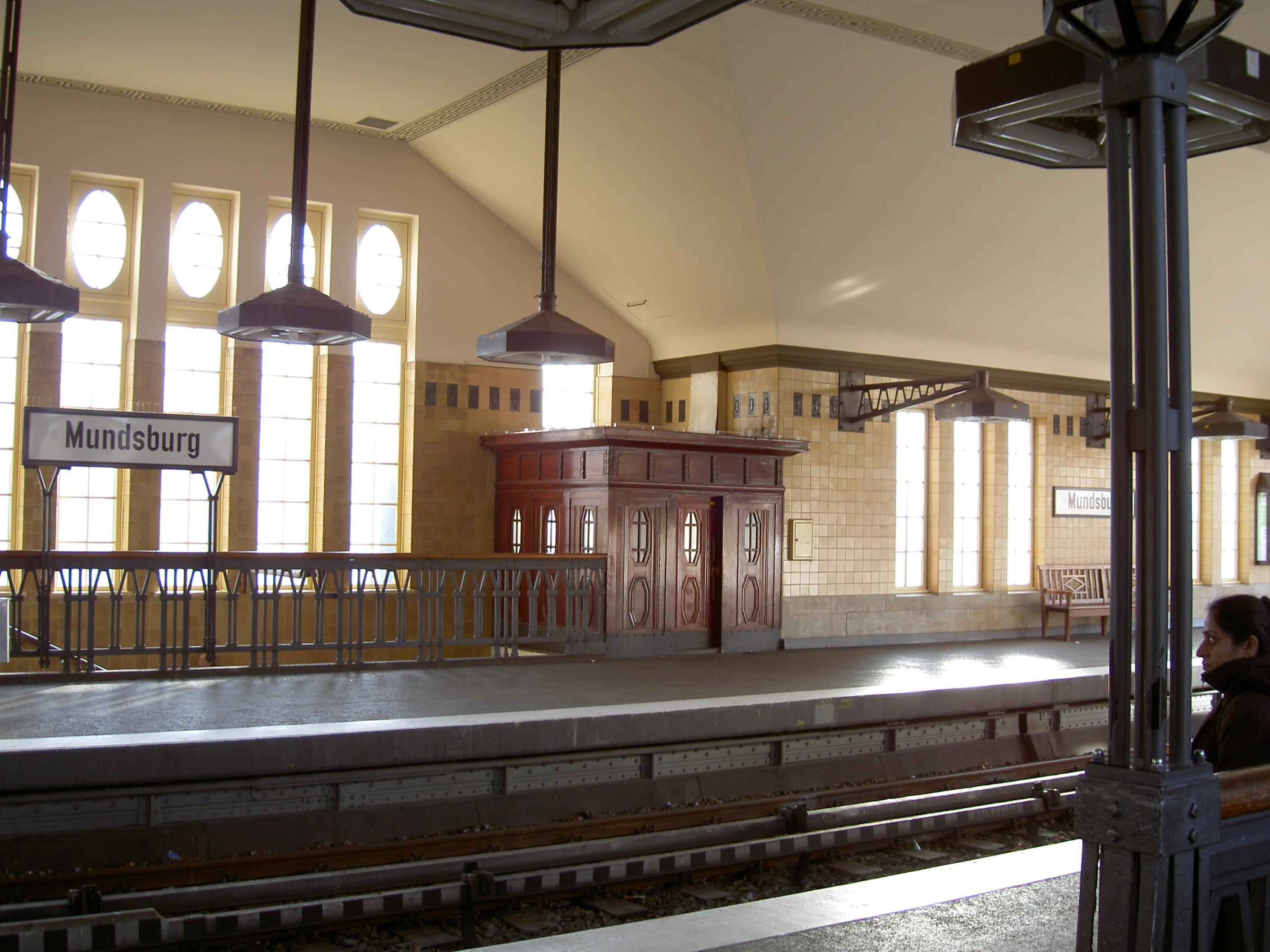
Station Mundsburg

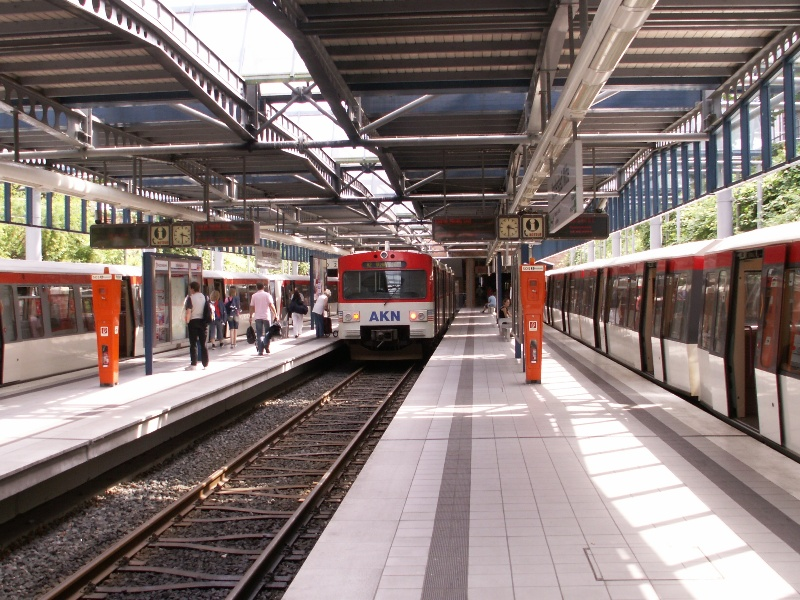
Station Norderstedt Mitte

| Lijn    | Traject | Geopend | Lengte   | Stations |
| ------- | --- | ------- | -------- | -------- |
| U1      | Norderstedt Mitte – Ohlsdorf – Kellinghusenstraße – Hauptbahnhof Süd – Wandsbek-Gartenstadt – Volksdorf – Ohlstedt / Grosshansdorf   | 1914    | 55,4 km  | 47       |
| U2      | Niendorf Nord – Jungfernstieg – Hauptbahnhof Nord – Berliner Tor – Mümmelmannsberg                                                   | 1913    | 24,5 km  | 25       |
| U3      | Barmbek – Kellinghusenstraße – Schlump – Landungsbrücken – Hauptbahnhof Süd – Berliner Tor – Barmbek – Wandsbek-Gartenstadt (cirkel) | 1912    | 20,6 km  | 25       |
| U4      | Elbbrücken - HafenCity Universität – Jungfernstieg – Hauptbahnhof Nord – Berliner Tor – Billstedt                                    | 2012    | 13,3 km  | 12       |
| TOTAAL: | TOTAAL: |         | 106,4 km | 93       |

## Maatschappij
Het metrosysteem is eigendom van en wordt geëxploiteerd door de Hamburger Hochbahn AG, met uitzondering van het traject Garstedt-Norderstedt Mitte, dat weliswaar eigendom is van het Verkehrsgesellschaft Norderstedt (VGN), maar ook geëxploiteerd wordt door de Hamburger Hochbahn AG.

## Dienstverlening
Het netwerk wordt geëxploiteerd om de 5 of 10 minuten, met uitzondering van de noordoostelijke tak van lijn U1, die bediend wordt met 10 of 20 minutenfrequentie. Sinds de verandering van het tijdsschema in 2004 rijdt de metro vrijdagavond en zaterdagavond overal om de 20 minuten. Van zondag tot donderdag rijdt de metro van 4 uur 's morgens tot ongeveer 1 uur 's morgens.

## Toekomst
Er zijn meerdere plannen om het metronet van Hamburg uit te breiden. Grote wijken in Hamburg zijn nog niet ontsloten door openbaar spoorvervoer. Deze wijken zoals Jenfeld, Bramfeld, Steilshoop en Lurup worden ofwel door een enkele spooraansluiting bediend of ontsloten in het openbaar vervoersnet door bussen. Het hoogfrequent inzetten van bussen is ongewenst aangezien het een grote impact heeft op het overbelaste wegennet en het milieu van de stad. De voorkeur gaat daarom uit naar het uitbreiden van het metronet.

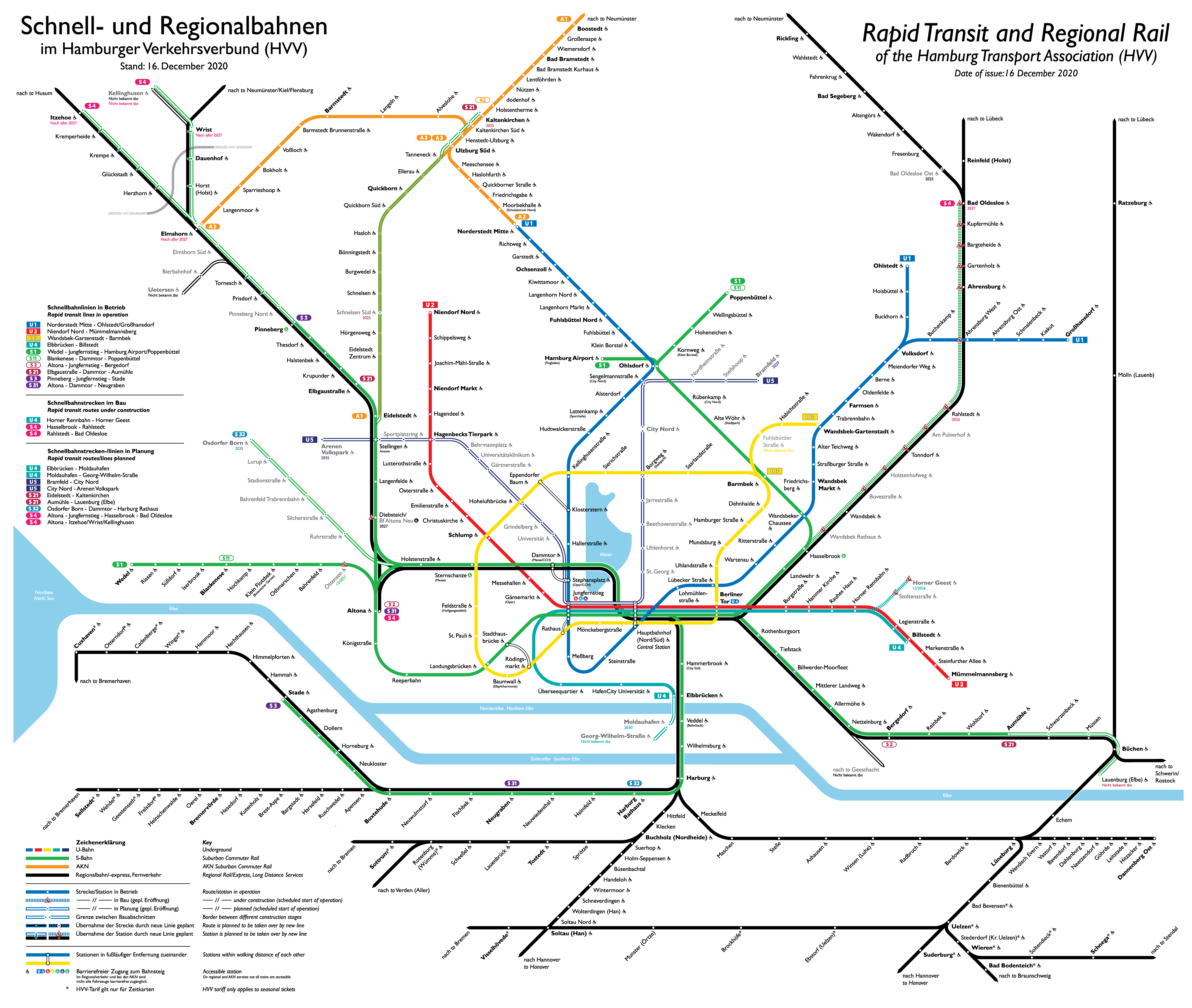
Overzichtkaart van alle U-Bahnprojecten

##### Uitbreiding van bestaande lijnen
- : Een verlenging alsmede splitsing van de U4 richting noordoost vanaf station Horner Rennbahn is tevens in de planfase. Daarbij zijn twee nieuwe stations Stoltenstraße en Horner Geest of Dannerallee genoemd. Met een verdere verlenging richting de wijk Jenfeld wordt tevens rekening gehouden.
- : Sinds 2012 is Elbbrücken het eindstation in de HafenCity. Een verdere verlenging van de U4 in richting zuiden tot Harburg Rathaus is op langere termijn voorzien. Daarvoor zijn nog geen concrete plannen.

##### Nieuwe lijn U5
Op 13 oktober 2022 werd begonnen aan de bouw van de nieuwe U5 metrolijn die de stadsdelen Bramfeld, Steilshoop, Lurup en Osdorf met elkaar gaat verbinden. De lijn is opgedeeld in drie delen waarbij het eerste deel tussen Bramfeld en City Nord in de komende jaren concreet wordt. De overige delen zijn nog niet definitief, daarbij zijn nog verschillende varianten mogelijk die verder onderzoek vragen. Tevens de vraag in hoeverre de U5 zijn verloop vindt in het centrum van Hamburg is nog onbeantwoord. Het gebruik van bestaande infrastructuur rondom Hamburg Hauptbahnhof en Jungfernstieg is namelijk zeer moeilijk in te passen.
Planfasen van de nieuwe U5:
- Bramfeld - New-York-Ring (2022-2027)
- New-York-Ring - Hauptbahnhof - Siemersplatz (2025-2033)
- Siemersplatz/Hoheluftbrücke - Osdorfer Born (2027-2035)

De Senaat van Hamburg heeft voor het laatste deel richting Osdorfer Born tevens gevraagd naar de mogelijkheden voor een lijn binnen het S-Bahn netwerk vanuit Hamburg-Altona maar heeft de uiteindelijke voorkeur voor een uitbreiding van het metronet gegeven.

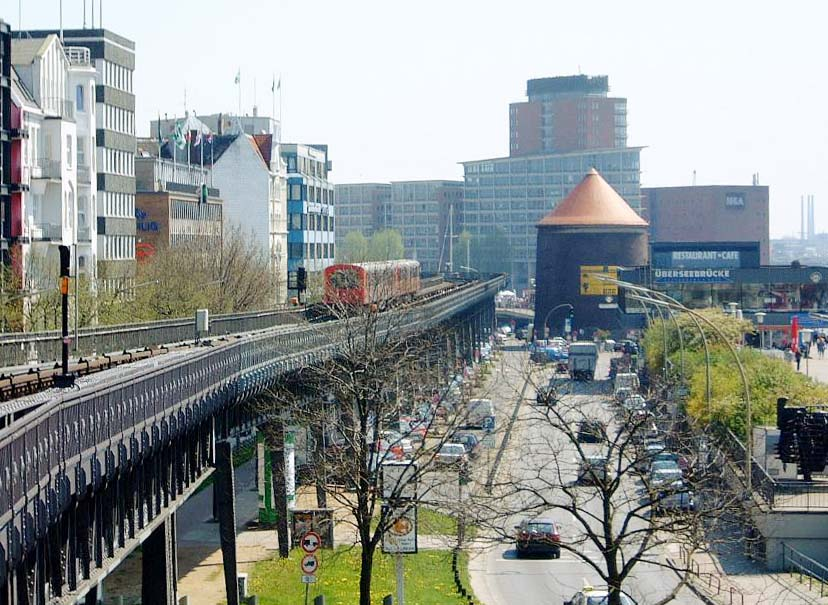
"Hochbahn" langs de Vorsetzen in het centrum van Hamburg
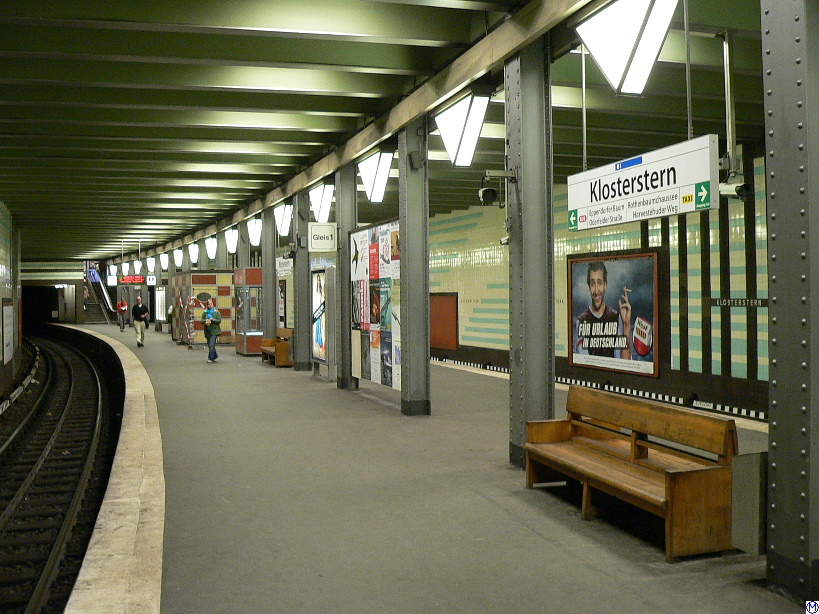
Het ondergrondse station Klosterstern, gelegen aan lijn U1
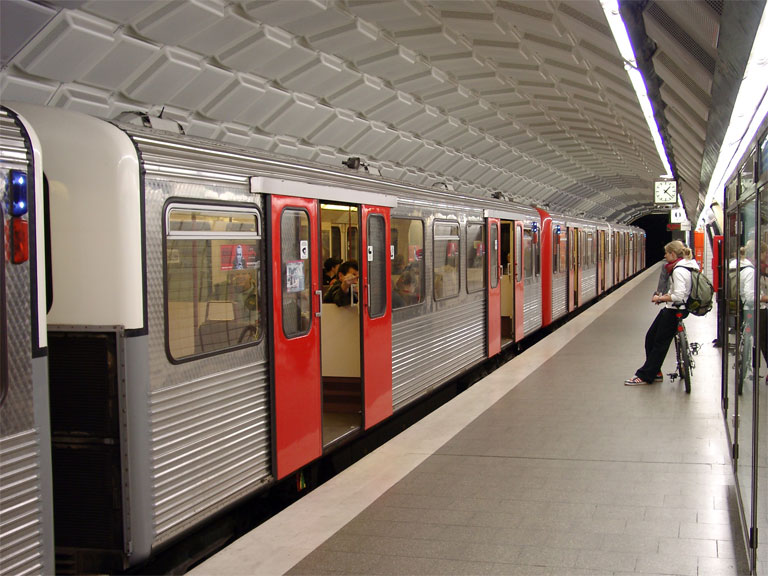
Metro type DT3 aan de halte Hauptbahnhof Nord van lijn U2/U4.
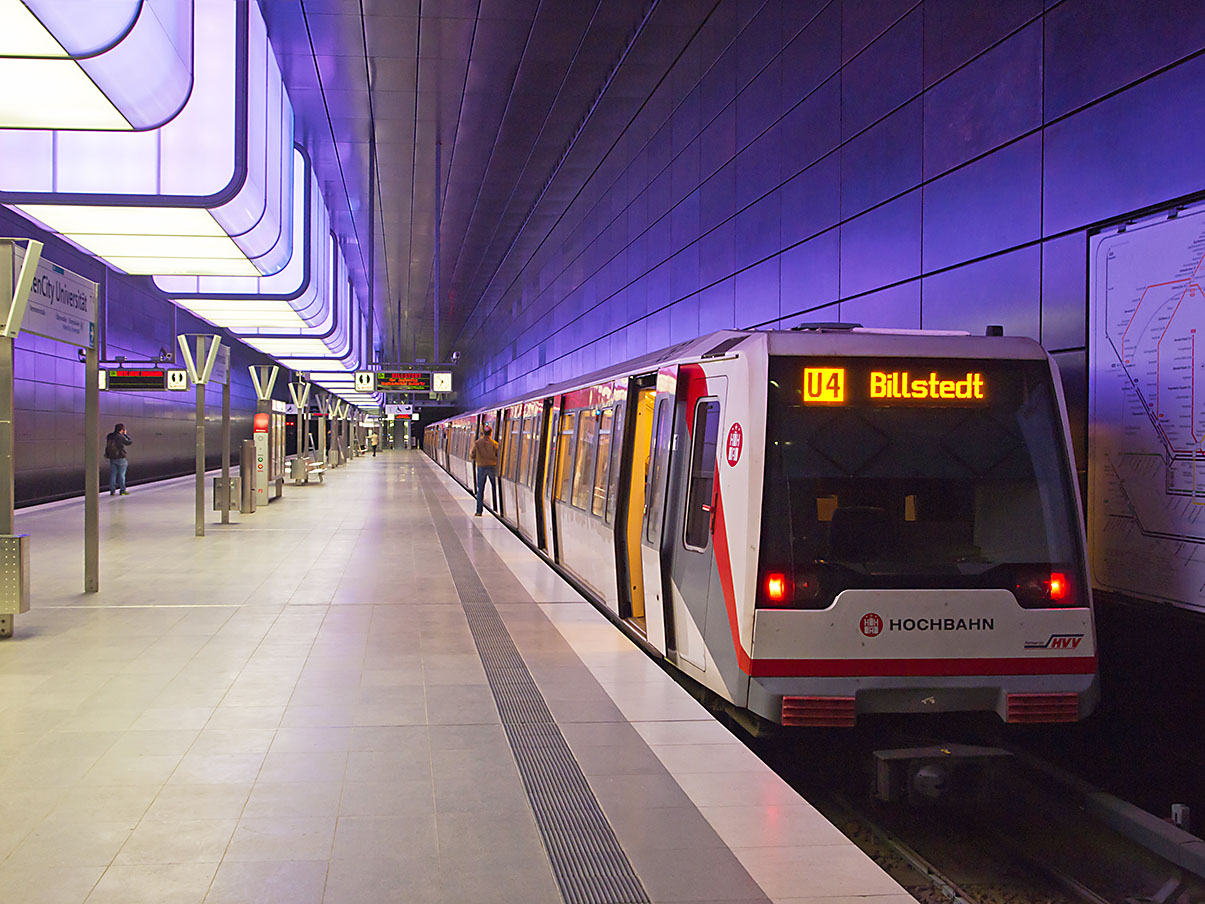
Metro type DT4 aan de halte HafenCity Universität van lijn U4.
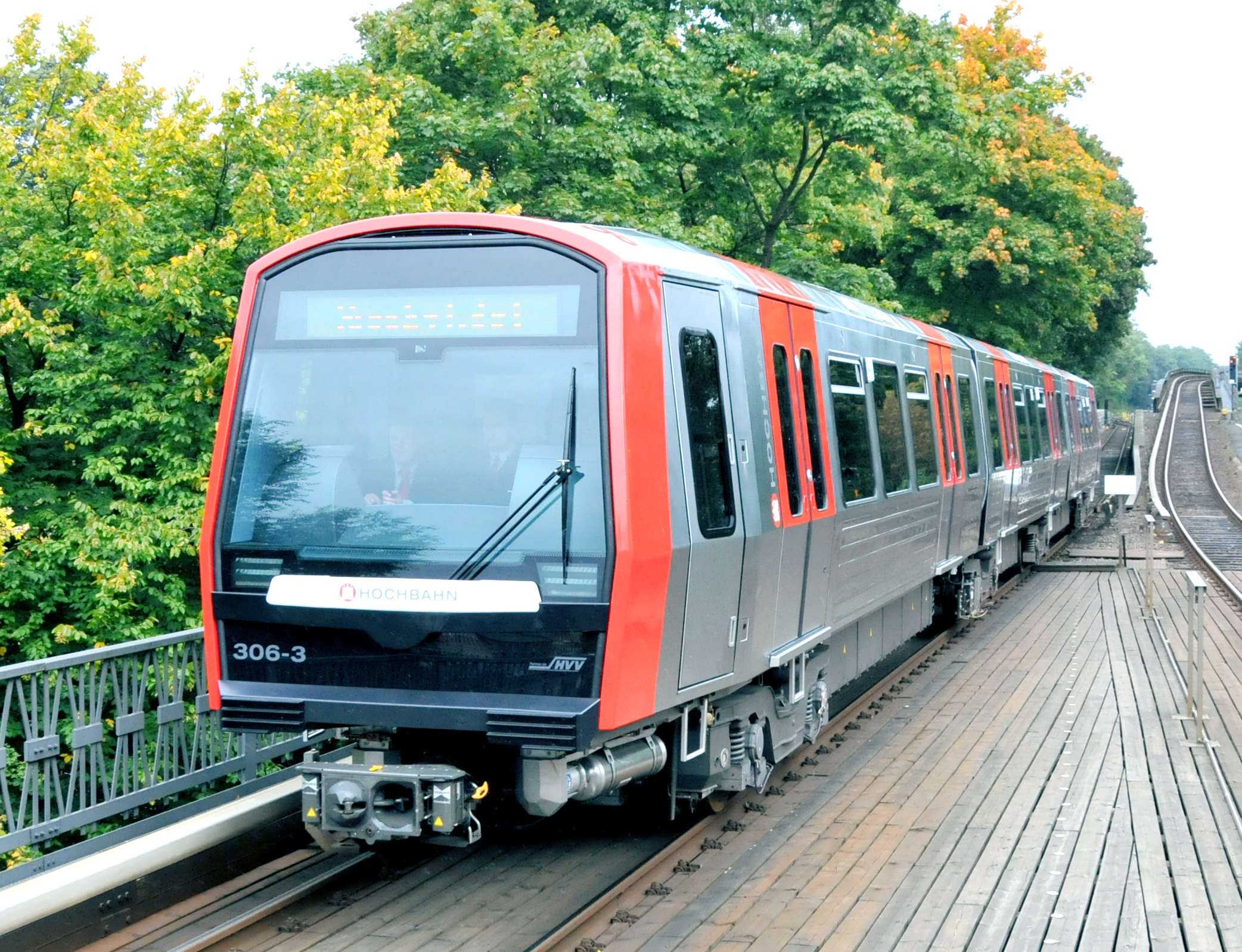
Metro type DT5 aan de halte  Eppendorfer Baum.